# 格雷厄姆 (印地安納州方廷縣)
格雷厄姆（英語：Graham）是位於美國印地安納州方廷縣的一個非建制地區。該地的面積和人口皆未知。